# Belal Halbouni
Belal Halbouni (arabisch بلال حلبوني, DMG Bilāl Ḥalbūnī; * 19. Dezember 1999 in  London, Ontario) ist ein syrisch-kanadischer Fußballspieler. Der Abwehrspieler ist derzeit bei den Vancouver Whitecaps aktiv.

## Karriere

### Verein
Belal Halbouni begann im Alter von 4 Jahren mit dem Fußballspielen beim Dairy Queen soccer. Mit 8 Jahren wechselte er zum North London SC. Von 2017 bis 2019 spielte er beim FC London in der League1 Ontario. Anfang 2020 wechselte er dann zu Werder Bremen, wo er ausschließlich in der Zweiten Mannschaft eingesetzt wurde.
Zur Saison 2022/23 wechselte Halbouni zum 1. FC Magdeburg in die 2. Bundesliga. 
Im Februar 2024 wechselte er nach Kanada zu den Vancouver Whitecaps, bei denen er einen Vertrag bis Ende 2025 hat.

### Nationalmannschaft
Im Jahr 2021 wurde Halbouni zum Trainingslager der kanadischen Nationalmannschaft eingeladen. Zum Einsatz kam er dort nicht. Im Jahr 2022 folgte er der Einladung der syrischen Nationalmannschaft, für welche er spielberechtigt ist, da sein Vater aus Syrien stammt. In seinem ersten Länderspiel zog er sich einen Kreuzbandriss zu und fiel für den Rest der Saison aus.